# Ylvis
Ylvis este un duo norvegian de comedie format din frații Vegard și Bård Ylvisåker. Au debutat în anul 2000 și de atunci au apărut în mai multe țări într-o varietate spectacole de comedie, concerte, spectacole de televiziune, emisiuni de radio și videoclipuri muzicale. În prezent, aceștia sunt gazde ale talk-show-ului I kveld med Ylvis (in Seara asta cu Ylvis). Cântecul lor și videoclipul muzical "Vulpea (Ce Spune Vulpea?)", scris și filmat pentru talk-show, a devenit viral pe YouTube în septembrie 2013, cu peste 750 de milioane de vizualizari in mai 2018. De asemenea, au lansat un album numit Ylvis: Volumul I , care constă în zece single-uri scrise în trecut.